# Leptonota comitessa
Leptonota comitessa là một loài bọ cánh cứng trong họ Cerambycidae.